# Tasta sectinota
Tasta sectinota är en fjärilsart som beskrevs av George Francis Hampson 1895. Tasta sectinota ingår i släktet Tasta och familjen mätare. Inga underarter finns listade i Catalogue of Life.